# Hypoponera ursoidea
Hypoponera ursoidea es una especie de hormiga del género Hypoponera, subfamilia Ponerinae.